# Crystle Lightning
Crystle Lightning (ur. 5 lutego 1981) – kanadyjska aktorka, mająca także amerykańskie obywatelstwo i należąca do plemienia Kri. Córka aktorki Georginy Lightning.

## Kariera
Swoją karierę aktorską Crystle rozpoczęła w 1994 roku grając epizodyczne role w kilku produkcjach. W 1995 roku zagrała w filmie Małolaty ninja na wojennej ścieżce, był to pierwszy znaczący film z jej udziałem.
W 2003 roku wcieliła się w rolę kapral Lori Piestewy w filmie Saving Jessica Lynch, a w 2005 roku wystąpiła w filmie American Pie: Wakacje, po którym dubbingowała gry na Xbox 360, w tym grę Prey.

## Filmografia
- 1995 - Małolaty ninja na wojennej ścieżce
- 2003 - Saving Jessica Lynch
- 2005 - American Pie: Wakacje